# تشممختار (مقاطعة دلفان)
تشممختار (بالفارسية: چممختار) هي قرية تقع في قسم ايتيوند الجنوبي الريفي (مقاطعة دلفان) في إيران. يقدر عدد سكانها بـ 59 نسمة بحسب إحصاء 2016.